# 助成財団センター
公益財団法人助成財団センター（じょせいざいだんセンター）は、財団法人等のうち奨学金を含む各種の助成金の支給等を行う事業および表彰を行う事業を行っている助成団体（以下「助成財団」）を支援し、またそのような法人についての情報を公表することを目的とした団体である。英文名称は、The Japan Foundation Center。

## 概要
米国の助成財団センター（現：CANDID）をモデルに「財団センター」の名称を冠する組織としては、ヨーロッパ財団センター（現：Philea）よりも4年も早く設立され、当時としては世界で二番目に誕生した助成財団センターである。
1985年、任意団体の助成財団資料センターとして発足、1988年、総理府所管の財団法人となる（財団法人助成財団資料センター）。初代理事長は豊田英二。専務理事は林雄二郎の体制でスタート。1996年、名称を財団法人助成財団センターに変更。公益法人改革によって、2009年8月25日に内閣府公益認定等委員会より公益財団法人への移行認定を受け、同年9月1日に登記を行う。
センターの会員は、もともと上記の事業を行っている財団法人が主で、若干の社団法人があった。公益法人制度改革により、新制度による公益財団法人、一般財団法人などが会員になっている。相談・研修・部会等各種事業により助成財団等の支援及び能力開発を行う事業、助成財団等に関する情報･資料･データの収集、整備を行う事業、助成財団等に関する情報を出版物等により提供する事業、助成財団等に関する調査・研究及び提言を行う事業、助成財団等の活動に関する啓発を行う事業を行っている。

## 組織
- 設立：1985年
- 主な役員：

理事長・代表理事：渡邉 肇
- 所在地：東京都新宿区新宿1-26-9 ビリーヴ新宿4階（〒160-0022）
- 会員（2025年5月27日現在）[6]：

団体会員：298団体
個人会員：5名

## 出版
1988年から2020年まで『助成団体要覧：民間助成金ガイド』を隔年に出版し、助成団体の概要を提供していた。以降はウェブサイトから「助成・奨学金navi」を運営して情報提供を行っている。